# Edda Moser
Edda Moser (Frau Kammersängerin) és una destacada soprano alemanya, nascuda el 27 d'octubre de 1938 a Berlín. El seu pare va ser el musicòleg Hans Joachim Moser (novel·lista i compositor destacat). Va estudiar amb Hermann Weissenborn i Gerty König al Conservatori de Berlín.

## La seva carrera
Va realitzar el seu debut com Kate Pinkerton a l'òpera Madama Butterfly en 1962 a l'Òpera Alemanya de Berlín i a l'any següent va passar a formar part del cor de l'Òpera de Würzburgo. Va continuar cantant a Viena, Frankfurt del Main, Berlín, Salzburg, Hamburg i en petites companyies d'òpera.
El 1968 va debutar al Metropolitan Opera de Nova York, en el paper de Wellgunde de Das Rheingold. A aquest teatre va destacar interpretant diferents papers al llarg de 9 anys, entre ells els de Donna Anna de Don Giovanni i la Reina de la Nit a La flauta màgica, ambdues òperes de Mozart, i el de Liu a Turandot de Puccini. El paper de Donna Anna el va fer també a la pel·lícula Don Giovanni de Joseph Losey.
Va interpretar un extens repertori, incloent-hi papers tant de dramàtica-coloratura com de soprano lírica-spinto en una gran varietat d'obres, a més de donar també recitals. Dotada d'una bella veu que pot apreciar-se en les interpretacions de Donna Anna (paper que va interpretar 48 vegades, més que qualsevol altra cantant en la història), en la Liebestod de l'òpera Tristany i Isolda de Richard Wagner, i en diversos lieder, especialment de Robert Schumann i de Johannes Brahms (Die Mainacht, Op 43 núm. 2).
Moser va mantenir gran activitat durant la seva llarga carrera, distingint-se per actuacions i enregistraments de gran abast en l'àmbit coral, amb obres tan variades com la Missa Solemnis de Beethoven (amb Leonard Bernstein com a director d'orquestra), la Cantata della Fiaba Estrema del compositor Hans Werner Henze (amb Leif Segerstam com a realitzador), i el Lieder de Hans Pfitzner. Des de la dècada de 1980 Edda Moser va reduir la seva activitat en el món de l'òpera, malgrat la qual cosa molts dels seus enregistraments han estat reeditades després per EMI, BMG, i altres grans discogràfiques.

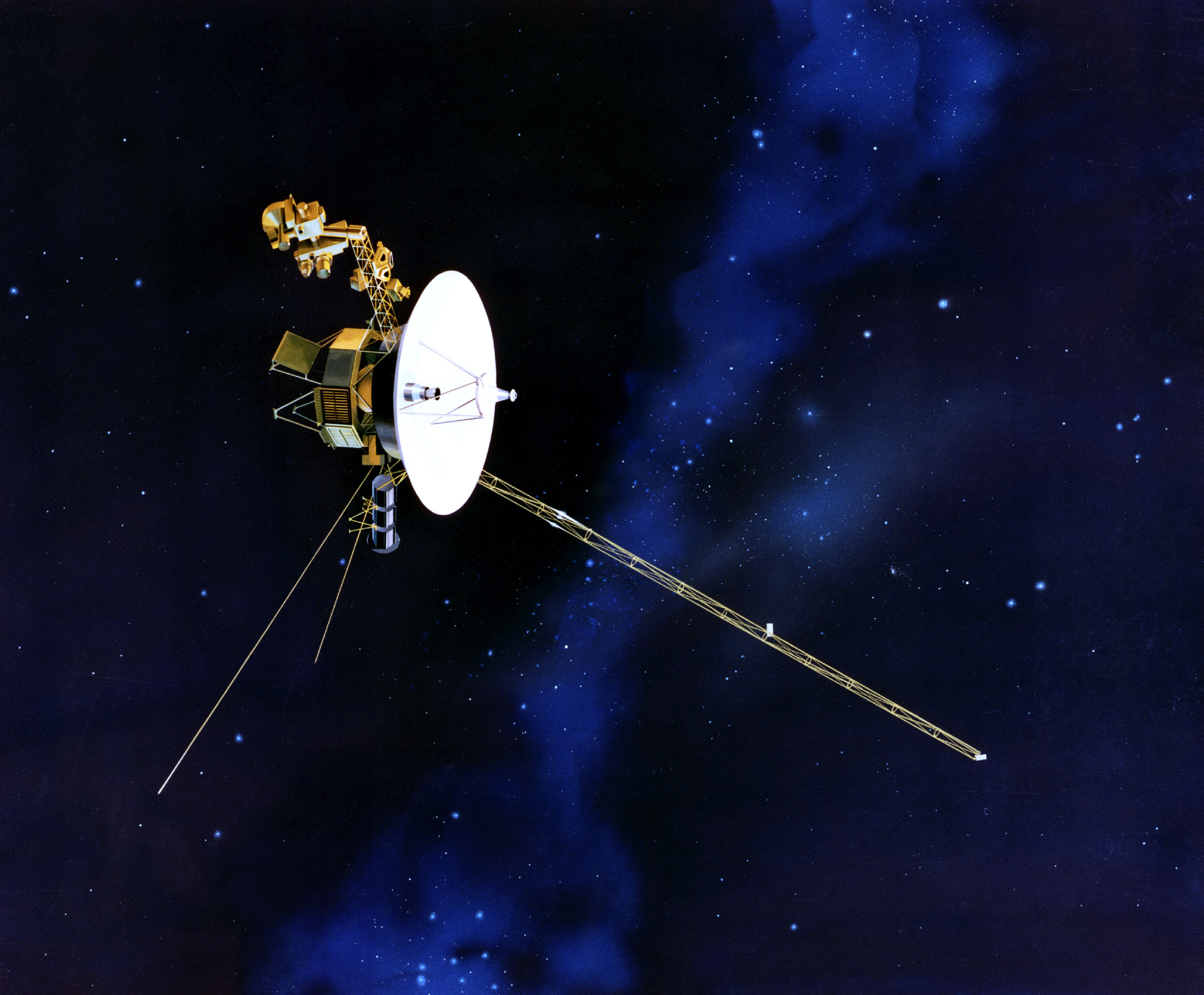
La sonda espacial Voyager, va incloure en el seu disc d'or l'ària Der hölle rache (de "La flauta màgica" de Mozart) interpretada per Edda Moser.

Després de retirar-se de l'òpera, Edda Moser es va mantenir activa fent recitals durant els anys finals de la dècada de 1990. Va donar diversos concerts memorables a Alemanya amb Ivan Törzs al piano (Dresden, Semper Opera House 1997, Stadttheater Giessen 1999), amb programes que van des de les composicions de Johann Adolf Hasse fins a Clara Schumann i Richard Strauss. Moser es va acomiadar en 1999 al Teatre Cuvilliés, Múnic.
La seva veu va ser inclosa en el Disc d'Or enviat a l'espai el 1977 per la NASA en les sondes espacials Voyager interpretant l'ària "Der Hölle Rache kocht in meinem Herzen" de l'òpera de Mozart La flauta màgica conduïda per Wolfgang Sawallisch i considerada una de les millors interpretacions d'aquesta ària.
Actualment és professora de cant en la Hochschule für Musik (Escola Universitària de Música) de Colònia (Alemanya) i està molt implicada en la promoció de l'ús adequat de l'alemany en lloc del "Denglisch". El 2006 va fundar el festival anual Festspiel Sprache der Deutschen. Tres CD de documentació d'aquest festival han aparegut fins ara en edicions de la publicació alemanya Lübbe.

## La seva veu
La veu d'Edda Moser és d'una gran extensió en el seu registre, mantenint una freqüència natural entre la3 a un re6, però amb la capacitat d'arribar a un sol6, la qual cosa li ha permès interpretar una gran quantitat de rols que van des d'Isolda en l'òpera Tristany i Isolda de Richard Wagner fins a la Reina de la Nit en La flauta màgica de Mozart, així com l'ària de concert Popoli di Tessaglia, també de Mozart, la qual posseeix la nota més aguda en el repertori clàssic (sol6). Moser posseïa a més un gran domini de la coloratura, inclosos el trinat, la messa di voce i els Staccati.
Per l'extensió, color i potència de la seva veu, Edda Moser és considerada com una soprano dramàtica de coloratura, amb agilitat per als aguts.
Una bona descripció de la veu d'Edda Moser la podem trobar a la pàgina web The acuto sfogato - the legacy of the diva de John Carroll i Limansky Nicholas (en anglès).

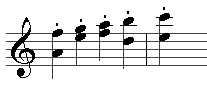
Staccato, una de les tècniques que domina Edda Moser.

## Enregistraments

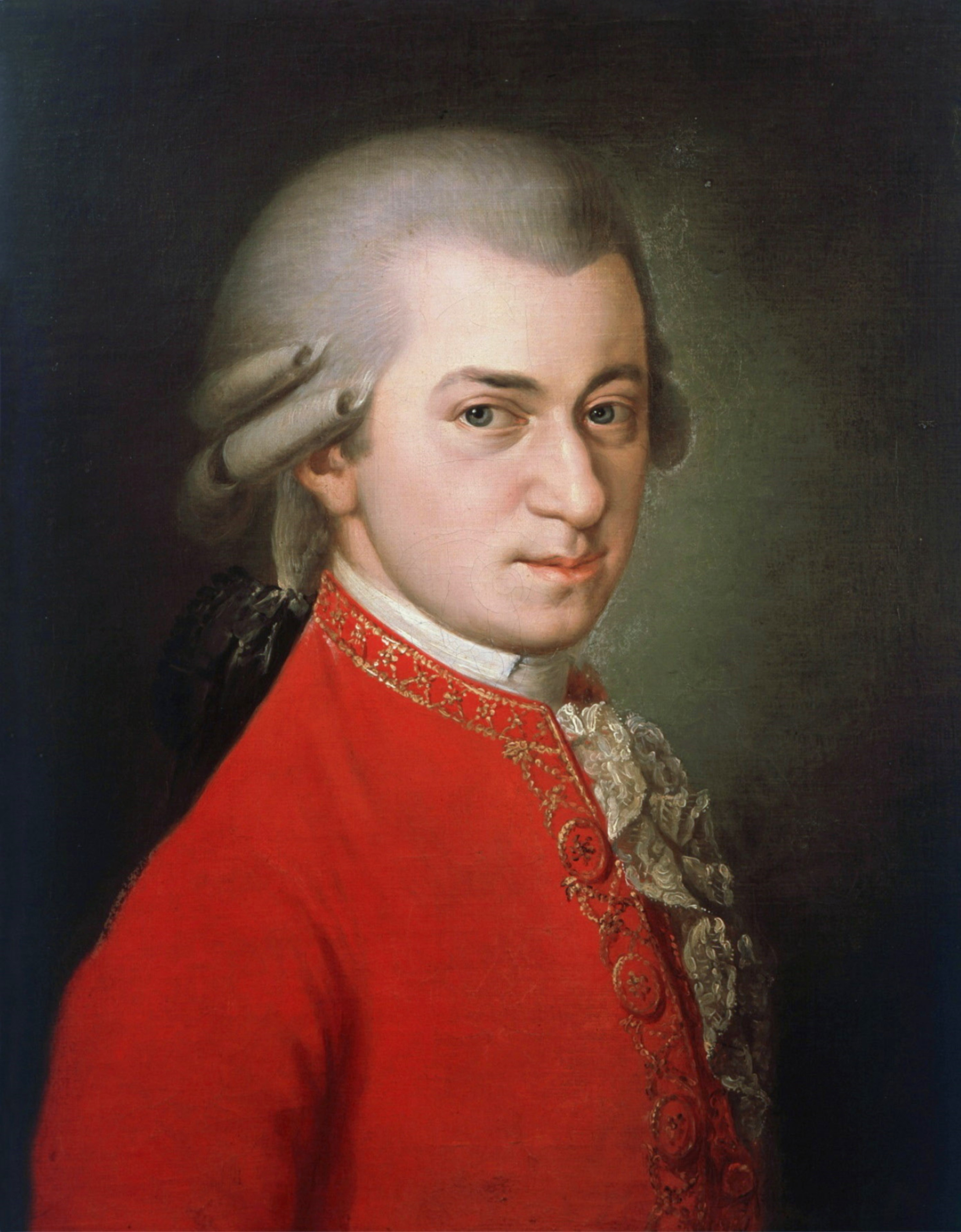
Mozart, l'autor més important al repertori d'Edda Moser

### Òperes i operetes (enregistraments d'estudi)
- Beethoven - Leonore - Leonore
- D'Albert - Abreise - Luise
- Gluck - Orfeo ed Euridice - Amor
- Gounod - Faust (en alemany "Margarethe" extractes) - Marguerite
- Humperdinck - Hänsel und Gretel - Knusperhexe
- Kálmán - Gräfin Mariza - Manja
- Lehár - Giuditta - Giuditta
- Lehár - Die lustige Witwe - Hanna Glawari
- Leoncavallo - Pagliacci - Nedda
- Mozart - Apollo et Hyacinthus - Hyacinthus
- Mozart - Don Giovanni - Donna Anna
- Mozart - Idomeneo - Elettra
- Mozart - Der Schauspieldirektor - Mademoiselle Silberklang
- Mozart - Die Zauberflöte - Königin der Nacht
- Orff - Prometheus - Chorführerin I
- Rameau - Hippolyte et Aricie - prêtresse, chasseresse
- Schubert - Verschworenen - Gräfin Ludmilla
- Schumann - Genoveva - Genoveva
- O.Strauss - Walzertraum - Franzi Steingrüber
- Suppé - Boccaccio - Beatrice
- Verdi - Don Carlo - Elisabetta
- Wagner - Das Rheingold, Götterdämmerung - Wellgunde
- Weber - Abu Hassan - Fatime

### Música religiosa
- Bach - Magnificat (BWV 243)
- Beethoven - Missa Solemnis
- Händel - Brockes Passion
- Mozart - Krönungsmesse
- Mozart - Vesperae solennes de confessore

### Àries de concert i recitals d'òpera
- Diversos àlbums interpretant àries de concert de Mozart del segell EMI Classic de Berlín (amb Jeanette Scovotti)
- Mendelssohn - Infelice! Ah, Ritorna, Eta Felice
- Òperes-recitals - àries de Tannhäuser, Oberon, Ariadne auf Naxos, Alceste, Rinaldo, Iphigénie en Tauride, La Clemenza di Tito, Münchner Rundfunkorchester, director Peter Schneider
- Wagner - àries (Isolde, Brünnhilde) Ljubljana Symphony Orchestra, director Anton Nanut

### Lieder
Diversos àlbums amb EMI interpretant lieder de Robert Schumann (Frauenliebe und -leben), Clara Schumann (Drei Lieder nach Friedrich Rückert), Brahms, Wolf (Mignon Lieder), Strauss (Brentano Lieder, Ophelia Lieder), Pfitzner, i Schubert.

### Simfonies
- Beethoven - 9a. simfonia
- Mahler - 8a. simfonia

### Varis
- Cavalieri - La Rappresentazione di Anima e di Corpo - Vita Mondana
- Henze - Cantates "Being Beauteous," "Cantata della Fiaba Estrema," "Whispers from Heavenly Death"
- Henze - Das Floß der Medusa - Nadia
- Haydn - Jahreszeiten - Hanne
- Bruno Maderna - Studi per 'Il processo' di Franz Kafka
- Schumann - Paradies und die Peri - Peri
- Schumann - Des Sängers Fluch, op.139
- Schumann - Spanisches Liederspiel

### Enregistraments en viu
- Henze - Novae d'infinit laudes
- Mozart - Don Giovanni - Donna Anna (Met, 1971)
- Mozart - Mitridate - Aspasia
- Verdi - Rigoletto - Gilda
- Wagner - Walküre, first act - Sieglinde

### Antologies
- Great Moments of... Edda Moser [EMI BOX SET]
- Edda Moser singt Mozart EMI 2006